# تشارلز بي. ماكدونالد (عسكري)
تشارلز بي. ماكدونالد (بالإنجليزية: Charles B. MacDonald)‏ هو مؤرخ عسكري أمريكي، ولد في 23 نوفمبر 1922 في Little Rock, South Carolina ‏ في الولايات المتحدة، وتوفي في 4 ديسمبر 1990 في مقاطعة أرلنغتون في الولايات المتحدة بسبب سرطان.